# Ishizu Daisuke
Daisuke Ishizu (石津 大介 Ishizu Daisuke, sinh ngày 15 tháng 1 năm 1990) là một cầu thủ bóng đá người Nhật Bản thi đấu cho Vissel Kobe.

## Thống kê câu lạc bộ
Cập nhật đến ngày 23 tháng 2 năm 2017.
| Thành tích câu lạc bộ | Thành tích câu lạc bộ | Thành tích câu lạc bộ | Giải vô địch | Giải vô địch | Cúp                   | Cúp                   | Cúp Liên đoàn | Cúp Liên đoàn | Tổng cộng | Tổng cộng |
| Mùa giải              | Câu lạc bộ            | Giải vô địch          | Số trận      | Bàn thắng    | Số trận               | Bàn thắng             | Số trận       | Bàn thắng     | Số trận   | Bàn thắng |
| Nhật Bản              | Nhật Bản              | Nhật Bản              | Giải vô địch | Giải vô địch | Cúp Hoàng đế Nhật Bản | Cúp Hoàng đế Nhật Bản | J. League Cup | J. League Cup | Tổng cộng | Tổng cộng |
| --------------------- | --------------------- | --------------------- | ------------ | ------------ | --------------------- | --------------------- | ------------- | ------------- | --------- | --------- |
| 2010                  | Avispa Fukuoka        | J2 League             | 0            | 0            | 0                     | 0                     | -             | -             | 0         | 0         |
| 2011                  | Avispa Fukuoka        | J1 League             | 0            | 0            | -                     | -                     | 0             | 0             | 0         | 0         |
| 2012                  | Avispa Fukuoka        | J2 League             | 27           | 3            | 2                     | 0                     | -             | -             | 29        | 3         |
| 2013                  | Avispa Fukuoka        | J2 League             | 39           | 11           | 0                     | 0                     | -             | -             | 39        | 11        |
| 2014                  | Avispa Fukuoka        | J2 League             | 25           | 6            | 1                     | 0                     | -             | -             | 26        | 6         |
| 2014                  | Vissel Kobe           | J1 League             | 13           | 1            | -                     | -                     | 2             | 0             | 15        | 1         |
| 2015                  | Vissel Kobe           | J1 League             | 27           | 4            | 4                     | 0                     | 7             | 2             | 38        | 6         |
| 2016                  | Vissel Kobe           | J1 League             | 19           | 1            | 3                     | 1                     | 6             | 1             | 28        | 3         |
| Tổng                  | Tổng                  | Tổng                  | 150          | 26           | 10                    | 1                     | 15            | 3             | 175       | 30        |